# Ichijō
Ichijō (一条天皇, Ichijō-tennō; Heian Kyō, 15 luglio 980 – Heian Kyō, 25 luglio 1011) è stato il 66º imperatore del Giappone secondo il tradizionale ordine di successione.

## Biografia
Figlio dell'imperatore En'yū e della sorella di Fujiwara no Michitaka e Michinaga il suo regno ebbe inizio nel 986 terminando poi nel 1011. Il suo nome personale era Kanehito-shinnō (?, Kanehito-shinnō).
Fra le sue consorti Fujiwara no Teishi (藤原定子) (977-1001), la prima figlia di Fujiwara no Michitaka (藤原道隆) da cui ebbe:
- Shushi (脩子内親王) (997-1049)
- Atsuyasu (敦康親王) (999-1019)
- Bishi (1001-1008)

Altra sua celebre consorte fu Fujiwara no Shōshi (藤原彰子) (988-1074), la figlia di Fujiwara no Michinaga (藤原道長) da cui ebbe:
- Atsuhira (敦成親王) (1008-1036) (poi diventato l'imperatore Go-Ichijō)
- Atsunaga (敦良親王) (1009-1045) (poi diventato l'imperatore Go-Suzaku)